# Vogelsang (Bayerischer Wald)
Der Vogelsang ist ein 1022 m ü. NHN hoher Berg im vorderen Bayerischen Wald südwestlich der niederbayerischen Kreisstadt Regen und nordöstlich der Kreisstadt Deggendorf und liegt im Gemeindegebiet Bernrieds im Landkreis Deggendorf.
Er bildet zusammen mit dem Butzen (775 m) und dem Hinterberg (666 m) die westlichen Ausläufer des Bayerischen Waldes, die das Graflinger Tal formen und die Gemeinden Bernried und Grafling voneinander trennen.
Weitere benachbarte Berge sind nördlich der Hochriedriegel (934 m) und westlich der Riedberg (998 m) sowie nordwestlich der Rauhe Kulm (1050 m).
Vom am Südhang des Berges gelegenen Regensburger Stein hat man einen Fernblick bis in die Donauebene.